# 満州 奇跡の脱出
『満州 奇跡の脱出 170万同胞を救うべく立ち上がった3人の男たち』（まんしゅう きせきのだっしゅつ 170まんどうほうをすくべくたちあがった3にんのおとこたち、英語: Escape from Manchuria）は、ポール・邦昭・マルヤマ（英語: Paul K. Maruyama）によるノンフィクション書籍。アメリカ・iUniverse社より2009年に刊行、髙作自子訳で柏艪舎より2011年12月に日本にて刊行された。第二次世界大戦終戦後に満州に残された約170万人の日本人の引き揚げに尽力した3人（丸山邦雄、新甫八朗、武蔵正道）の献身的な活動を、歴史的背景および満州における日本人の生活とともに綴る。著者のポール・マルヤマは、丸山邦雄の息子である。
『どこにもない国』（どこにもないくに）と題してテレビドラマ化され、NHK総合テレビにて2018年3月に放送された。

## 登場人物
満州関係者
丸山邦雄
「昭和製鋼所」の社員。
新甫八朗
鞍山の建築会社「新甫組」の社長。
武蔵正道
「新甫組」の社員。
メアリー・丸山万里子
丸山の妻。
岸本綾夫
「昭和製鋼所」の理事長。
高碕達之助
「全満日本人会」の会長。
劉萬泉
国民党軍地下司令部の参謀長。

日本政府高官
吉田茂
駐イギリス大使、外務大臣を経て内閣総理大臣。
佐藤栄作
鉄道総局長官。
楢橋渡
内閣書記官長。

GHQ関係者
ダグラス・マッカーサー
連合国軍最高司令官。
ハウエル大佐
GHQ作戦課の引揚業務課長。
ヒューラー大佐
マッカーサーの副官。

教会関係者
レイモンド・レイン司教
大連カトリック教会の司教。
ポール・マレラ大司教
ローマ法王庁使節。
パトリック・ジェイムズ・バーン
京都メリノール教会の神父。
グレイス・メアリー・久慈
メリノール教会の修道女。

## 書誌情報
- Escape from Manchuria（2009年、iUniverse、ISBN 9781450205818）
- Escape from Manchuria（2010年、iUniverse、ISBN 9781450205795）

### 日本語訳
- 満州 奇跡の脱出 170万同胞を救うべく立ち上がった3人の男たち（訳：髙作自子、2011年12月、柏艪舎、ISBN 978-4-434-16055-4）

## テレビドラマ
『どこにもない国』（どこにもないくに）と題してテレビドラマ化され、「特集ドラマ」としてNHK総合にて2018年3月24日および3月31日の21時から22時13分に前後編で放送された。大森寿美男作、内野聖陽主演。

### キャスト
主要人物
- 丸山邦雄 - 内野聖陽
- 丸山万里子 - 木村佳乃
- 新甫八朗 - 原田泰造
- 新甫マツ - 蓮佛美沙子
- 武蔵正道 - 満島真之介
- 岸本綾夫 - 片岡鶴太郎
- 吉田茂 - 萩原健一

その他
- 山本 - 田中要次（前編）
- 長谷川 - 有薗芳記（前編）
- 楢橋渡 - 中原丈雄（後編）
- 老婆 - 山田昌（後編）
- 新聞記者 - 高木渉（後編）
- シスター・ローラ - シドニー・スタンファー
- レイン司教 - ジェームス・コールマン
- 葉恵民 - 張春祥（前編）
- 新聞記者 - 清水伸（後編）

### スタッフ
- 作 - 大森寿美男
- 原案 - ポール・邦昭・丸山『満州 奇跡の脱出』より
- 音楽 - 川井憲次
- 語り - 柴田恭兵
- 演出 - 木村隆文（NHK）
- 制作統括 - 中村高志（NHK）
- 制作・著作 - NHK

### 放送日程
| 放送回 | 放送日  | サブタイトル                            |
| ------ | ------- | --------------------------------------- |
| 前編   | 3月24日 | 命をかけた満州からの脱出                |
| 後編   | 3月31日 | 引揚げは実現するのか、150万同胞を祖国へ |

### 受賞歴
- 第44回放送文化基金賞 テレビドラマ番組部門 奨励賞[3]